# USB communications device class
USB communications device class (USB CDC рус. класс коммуникационного устройства) — является составным классом устройства Универсальной последовательной шины. Класс может включать один (или более) интерфейс, такой как интерфейс пользовательского элемента управления, интерфейс передачи данных, аудио или интерфейс запоминающего устройства.
Коммуникационный класс устройства, прежде всего, используется для модемов. Хотя также встречается в ISDN, факсах и приложениях телефонии для выполнения обычных телефонных звонков. Так же этот класс используется для компьютерных сетевых устройств, сродни сетевой плате, обеспечивая интерфейс для передачи Ethernet или фреймов ATM на некоторые физические среды.
Этот класс может использоваться для промышленного оборудования, например станков ЧПУ, позволяя обновлять более старые последовательные контроллеры RS-232, сохраняя совместимость программного обеспечения. Устройство присоединяется к линии связи RS-232, а операционная система заставляет USB-устройство появиться как традиционный порт RS-232. Производители микросхем, такие как Prolific Technology, FTDI, Microchip Technology и Atmel предоставляют специальные средства для того, чтобы можно было легко разработать устройства RS-232 USB.
Устройства этого класса также реализованы во встраиваемых системах, таких как мобильные телефоны, чтобы телефон мог использоваться в качестве модема, факса или сетевого порта. Интерфейсы передачи данных обычно используются, чтобы выполнить передачу большого объёма данных.